# 從太陽出擊
《從太陽出擊》（英語：Solar Crisis）為1990年由日美共同合作的科幻片。
學習研究社和NHK的子公司NHK Enterprise投注了70億日元在這部電影上(到最後還倒貼14億日元)，導演為執導「Vanishing Point」的Richard C. Sarafian，特設導演為Richard Edlund(作品有終極警探和魔鬼剋星)。

## 故事
西元2050年，為科學的顛峰期，科學家在太陽內部裝設磁力線讓地球能夠隨心所欲的運轉，但太陽卻因為核聚變反應異常而開始膨脹，人類為了要解決這種問題，決定要用反物質炸彈來放出能量，好讓太陽恢復正常，不過IXL公司卻想要妨礙此計畫。

## 相似電影
- 《太陽浩劫》(都是人類想要對太陽投射炸彈，卻有人想要妨礙計畫的電影)
- 《Solar Attack》

## 外部連結
- 互联网电影数据库（IMDb）上《Solar Crisis》的资料（英文）
- 爛番茄上《solar_crisis》的資料（英文）